# Abby
Abby ist eine deutsche Alternative-Band aus Berlin. Ihr Musikstil ist primär geprägt durch die 1970er Jahre und trägt zusätzlich starke Einflüsse der zeitgenössischen elektronischen Musik sowie der klassischen Musik.

## Geschichte
Die fünf Gründungsmitglieder Filou, Lorenzo, Tilly, David und Henne lernten sich in Mannheim kennen und stellten sich erstmals 2009 unter dem Bandnamen Abby ihrem Publikum vor. Zunächst verbreitete die Band die in Eigenregie produzierte EP Since We Moved On bei ersten Konzerten und über ihre Website.
2011 wurde in Zusammenarbeit mit dem Berliner Indie-Label Snowhite die erste offizielle und ebenfalls selbst produzierte EP Welcome Home veröffentlicht. Am 5. Juli 2013 erschien das Debütalbum Friends & Enemies bei Universal/Island Records. Das Album wurde in Zusammenarbeit mit dem schwedischen Produzenten Andreas Olsson in den Londoner Kensaltown Studios produziert. Der darauf enthaltene Bonustrack We Don't Worry wurde im Soundtrack des Spielfilms Schlussmacher verwendet.
Die Band spielte international unter anderem auf dem Iceland-Airwaves-Festival, Glastonbury-Festival, South-by-Southwest-Festival und trat unter anderem als Vorgruppe für Get Well Soon, Everything Everything sowie…And You Will Know Us by the Trail of Dead auf.
Zu Anfang des Jahres 2014 begannen in Berlin die Aufnahme- und Writing-Sessions für ein zweites Album, das die Band nunmehr wieder ohne Hilfe von außen selbst produzierte. Am 28. August 2015 erschien Hexagon bei Universal/Island Records. Hierauf enthalten sind zwei Song-Kollaborationen: Birth zusammen mit Pan-Pot und der Album-Titeltrack Hexagon mit Brandt Brauer Frick.
Zusätzlich zu ihren Auftritten als Liveband entwickelte die Band ab Mitte 2014 das sogenannte ABBY-SYSTEM, eine Art elektronisches Techno-Live-Set mit verstärktem Fokus auf die Tanzbarkeit in Clubs. Hiermit durften ABBY zusammen mit Pan-Pot- und Max-Cooper-Abende unter anderem im Watergate Club bestreiten.
2016 gründeten einige von ihnen das Projekt Gheist, welche sich auf die Produktion von elektronischer Tanzmusik spezialisiert hat und unter anderem regelmäßig als Resident-DJ im Berliner Technoclub Watergate auftritt.

## Vernetzung mit anderen Musikern
Die Bandmitglieder sind abseits von Abby in der Musikszene Berlins verwurzelt. So produzieren Henne und Lorenzo gemeinsam unter dem Namen Feeling Valencia unter anderem Techno- und Housemusik, ihr Studio befindet sich in den Berliner Riverside Studios. Filou wirkt als Gastsänger auf Titeln diverser DJs mit (George Morel, Steve Nash, Santé etc.), Tilly ist unter anderem als Studio- und Livemusiker bei Apparat tätig.

## Diskografie
Alben
- 2013: Friends & Enemies (Universal / Island Records)
- 2015: Hexagon (Universal / Island Records)

EPs
- 2009: Since We Moved On (Eigenvertrieb)
- 2011: Welcome Home (Snowhite)

Singles
- 2013: Streets (Universal / Island Records)
- 2013: Evelyn (Universal / Island Records)
- 2013: Monsters (Universal / Island Records)
- 2013: Again auf dem Soundtrack zu Die Tribute von Panem – Catching Fire (Universal / Island Records)
- 2015: Halo (2DIY4)
- 2015: Time Is Golden (Universal / Island Records)